# 착취공장

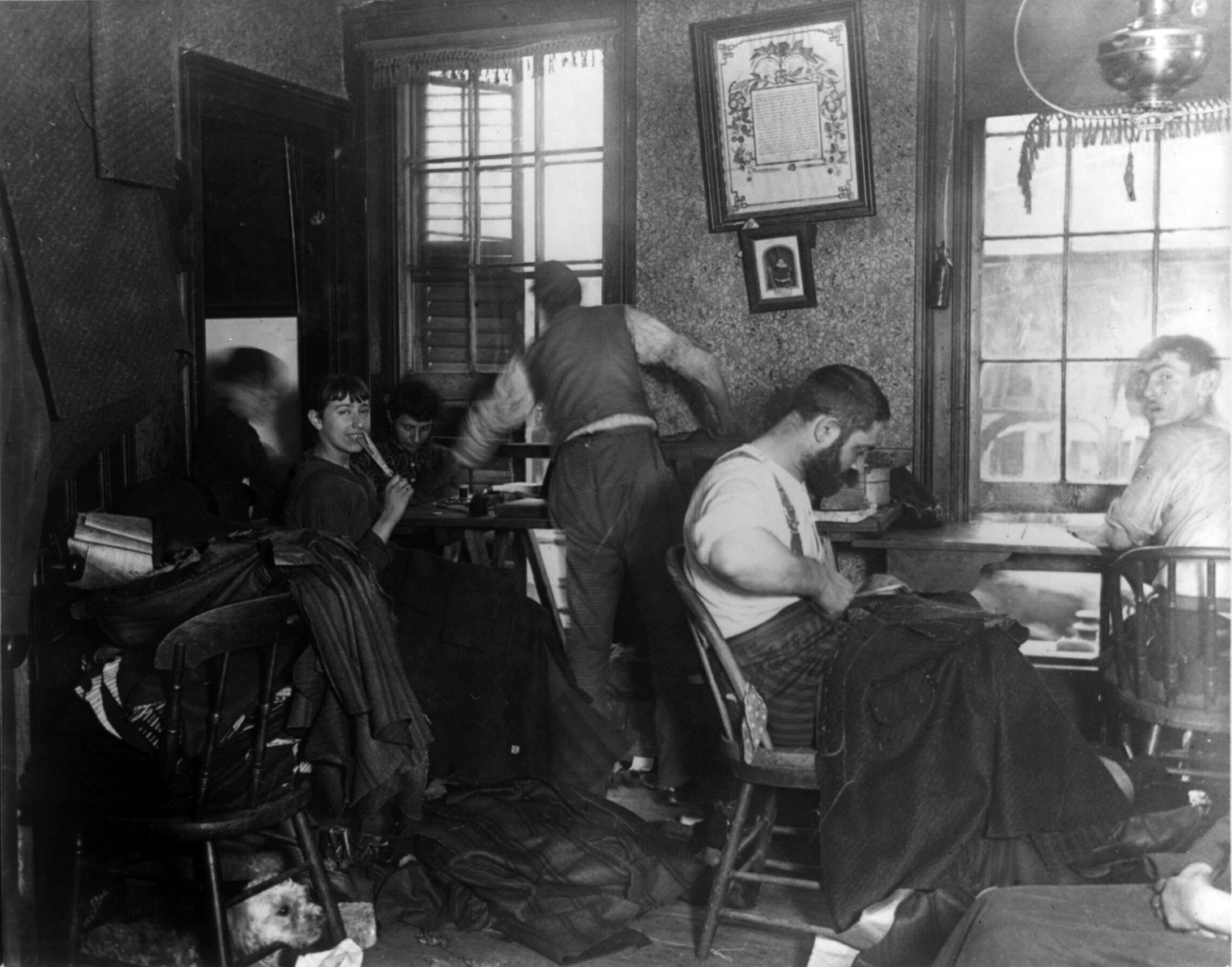
1889년 경 뉴욕의 한 착취공장

착취공장(搾取工場), 스웨트숍(sweatshop), 노동착취현장은 매우 열악하고 사회적으로 용납되지 않거나 불법적인 근로 조건을 갖춘 혼잡한 작업장이다. 육체 노동자들은 임금이 낮고, 오랜 시간 일하며, 열악한 근무 조건을 경험하고 있다. 일부 불법 근무 조건에는 환기가 잘 안 되고, 휴식 시간이 거의 없거나 전혀 없고, 작업 공간이 부족하고, 조명이 부족하거나, 불편할 정도로/위험할 정도로 높거나 낮은 온도가 포함된다. 그 일은 어렵고, 지루하고, 위험하고, 기후적으로 힘들거나, 급여가 부족할 수 있다. 노동 착취 공장의 근로자는 초과 근무 수당이나 최저 임금을 규정하는 법률에 관계없이 불공정한 임금으로 장시간 일할 수 있다. 아동 노동법도 위반될 수 있다. 여성은 착취 공장 근로자의 85~90%를 차지하며, 고용주는 출산 휴가 지원이나 건강 혜택 제공을 피하기 위해 산아제한과 정기적인 임신 검사를 받도록 강요받을 수 있다. 공정노동협회의 "2006년 연례 공개 보고서"는 방글라데시, 엘살바도르, 콜롬비아, 과테말라, 말레이시아, 태국, 튀니지, 터키, 중국, 인도, 베트남, 온두라스, 인도네시아, 브라질, 멕시코, 그리고 미국 등에 대해 미국 노동부는 '가장 최악의 형태의 아동 노동에 관한 2015년 조사 결과'에서 '18개국이 적절한 수의 조사관에 대한 국제 노동 기구의 권고 사항을 충족하지 못했다'고 밝혔다.

## 같이 보기
- 2013년 사바르 건물 붕괴 사고
- 조립 라인
- 비교 우위
- 아동 노동
- 이력 추적제
- 경제발전
- 신흥 시장
- 경제자유구역
- 점검
- 마킬라도라
- 프레카리아트
- 불안정 노동
- 보호무역
- 바닥으로의 경쟁
- 노예제
- 땀
- 무자유 노동
- 임금노예